# Cerco de Avárico
Cerco de Avárico (em latim: Avaricum) foi uma batalha travada em um dos principais ópidos gauleses, Avárico, perto da moderna cidade de Bourges. Localizado nas terras dos bituriges, Avárico era a maior e mais bem fortificada cidade na região e comandava uma região muito fértil. O terreno favorecia a defesa do ópido, pois a ele estava rodeado por um rio e um charco, o que permitia apenas uma estreita via de acesso.
Na época da conquista romana da Gália, em 52 a.C., a cidade, segundo Júlio César, tinha uma população de 40 000 pessoas.

## Cerco
Júlio César, depois de uma série de vitórias — em Velaunoduno, Genabo e Novioduno Biturigo — finalmente chegou em Avárico no inverno de 52 com o objetivo de interromper o fornecimento de seus cereais e minérios para os gauleses em revolta. Vercingetórix, ciente de que já havia sido derrotado por três vezes, decidiu mudar de estratégia. Convocando um conselho das tribos em revolta contra Roma, ele convenceu seus membros a adotarem a estratégia fabiana, negando o combate ao inimigo e, ao mesmo tempo, negando-lhe suprimentos. Todas as cidades ao alcance das unidades forageiras de César foram destruídas, a terra foi arrasada e todos os cereais foram removidos ou queimados, numa tática de terra arrasada. Porém, Avárico foi poupada deste trágico destino pois os bituriges argumentaram que ela era inexpugnável, o que convenceu Vercingetórix a abrir uma exceção.
Porém, com a aparição de César às suas portas, Vercingetórix moveu seus exércitos para uma distância de 25 quilômetros da cidade, uma distância perfeita para impedir que César partisse sem dar-lhe combate, mas que impedia-lhe acesso às regiões vizinhas para o saque. Para aumentar as preocupações de César, seus aliados, éduos e boios, não conseguiam entregar-lhes suprimentos, pois os primeiros haviam secretamente desertado para o lado de Vercingetórix e os últimos simplesmente não tinham nenhuma comida restante para dividir. A escassez de cereais era tão aguda que os homens comiam apenas carne, mesmo não gostando. César pessoalmente visitou seus homens e disse-lhes que se a escassez fosse demasiada, iria levantar o cerco e recuar. Seus soldados protestaram e não quiseram partir em desgraça quando ainda havia chance de vingança para os romanos assassinados pelos gauleses.
Contente com a reação, César projetou e começou a construir impressionantes armas de cerco. Começando em terreno elevado,ele construiu uma espécie de plataforma de cerco. Duas amuradas foram construídas lado-a-lado, juntamente com duas torres, que avançariam com as tropas depois de prontas. Outra muralha foi construída entre as duas amuradas para ligá-las e servir de frente de combate.
Conforme a construção do terraço de César avançava, Vercingetórix moveu sua cavalaria para um acampamento mais próximo do de César, com o objetivo de emboscar as tropas forageiras romanas. Ao saber disto, César contra-atacou, marchando durante a noite e ameaçando o acampamento principal gaulês, o que atraiu Vercingetórix e sua cavalaria de volta para lá. Contente com o resultado, César recuou.
Depois de vinte e cinco cansativos dias de construção, sempre enfrentando raides gauleses e tentativas de incendiá-las, as máquinas de César estavam prontas. Ele ordenou então o avanço das torres e, muito para a sua sorte, uma terrível tempestade se abateu sobre a região, o que fez com que as vigias gaulesas estivessem em busca de abrigo e pouco atentas ao avanço. Aproveitando-se desta falta de disciplina, César secretamente moveu seus soldados para dentro das torres e para as muralhas, iniciando um brutal assalto à cidade. As muralhas foram rapidamente dominadas e os gauleses restantes recuaram para o centro da cidade, reagrupando-se numa formação de cunha, determinados a lutar até o fim. Porém, nenhum legionário romano desceu das muralhas, onde permaneceram confortáveis apenas observando os gauleses, que entraram em pânico e fugiram enquanto acreditavam haver ainda uma maneira de escapar.
Porém, as legiões de César não estavam dispostas a deixar nenhum dos 40 000 gauleses em Avárico escapar, especialmente depois de vinte e cinco dias de racionamento, trabalho duro e grande frustração. Apenas 800 conseguiram fugir do massacre que se seguiu. Depois de alimentar e descansar seus homens em Avárico, César marchou, no início de junho, para a Gergóvia, determinado a atrair Vercingetórix para o combate, uma campanha que culminaria apenas na Batalha de Alésia.